# Campeonato de Rugby das Américas de 2010
O Campeonato de Rugby das Américas de 2010 (em inglês: 2010 IRB Americas Rugby Championship) foi a segunda edição desta competição, tendo sido disputada entre os dias 5 e 15 de outubro. A cidade argentina de Córdoba recebeu as partidas deste evento.
A  Argentina conquistou pela segunda vez esta competição, novamente com sua segunda equipe, os Jaguares.

## Regulamento e participantes

### Divisão canadense
Com a sua tabela divulgada em 17 de dezembro de 2009, o quadrangular canadense contou com as mesmas quatro equipes participantes de sua edição anterior (BC Bears, Ontario Blues, Prairie Wolf Pack e The Rock). Seu nome oficial era Campeonato Canadense de Rugby (em inglês: Canadian Rugby Championship).
Sua fórmula de disputa também não sofreu modificações, com todos se enfrentando em turno único, no qual os dois primeiros fariam a decisão. Previa-se que a equipe campeã disputaria o torneio principal, caso nenhum selecionado internacional (além do USA Select XV) adentrasse na competição.

### ARC 2010
Ao contrário da edição anterior, nesta ocasião quatro participantes estiveram presentes. Todos eles enviaram as suas segundas seleções para a disputa, sendo tais a Argentina (Jaguares), o Canadá (Canadá Selects), os Estados Unidos (USA Select XV) e a equipe convidada, Tonga (Tonga A).
Todos os participantes se enfrentaram em turno único, cada qual disputando três partidas no total. O selecionado que somou mais pontos, ao final das três rodadas, foi aclamado como campeão deste torneio.

## Jogos do Campeonato de Rugby das Américas de 2010

### Divisão Canadense
Seguem-se suas partidas.

#### 1ª rodada
| 7 de agosto de 2010 |        |               |                                |
| The Rock            | 31 - 0 | Ontario Blues | Swilers Rugby Park, St. John's |
|                     |        |               | Swilers Rugby Park, St. John's |

| 14 de agosto de 2010 |        |          |                             |
| Prairie Wolf Pack    | 41 - 6 | BC Bears | Calgary Rugby Park, Calgary |
|                      |        |          | Calgary Rugby Park, Calgary |

#### 2ª rodada
| 21 de agosto de 2010 |         |               |                             |
| Prairie Wolf Pack    | 15 - 13 | Ontario Blues | Calgary Rugby Park, Calgary |
|                      |         |               | Calgary Rugby Park, Calgary |

| 21 de agosto de 2010 |         |          |                          |
| BC Bears             | 12 - 34 | The Rock | Klahanie Park, Vancouver |
|                      |         |          | Klahanie Park, Vancouver |

#### 3ª rodada
| 4 de setembro de 2010 |         |          |                                            |
| Ontario Blues         | 55 - 20 | BC Bears | Burlington Rugby Football Club, Burlington |
|                       |         |          | Burlington Rugby Football Club, Burlington |

| 4 de setembro de 2010 |         |                   |                                |
| The Rock              | 27 - 23 | Prairie Wolf Pack | Swilers Rugby Park, St. John's |
|                       |         |                   | Swilers Rugby Park, St. John's |

#### Final canadense
| 18 de setembro de 2010 |        |                   |                                |
| The Rock               | 19 - 8 | Prairie Wolf Pack | Swilers Rugby Park, St. John's |
|                        |        |                   | Swilers Rugby Park, St. John's |

### ARC 2010
Seguem-se, abaixo, as partidas realizadas neste evento.

#### 1ª rodada
| 5 de outubro de 2010 |         |         |                                       |
| USA Select XV        | 20 - 15 | Tonga A | Estádio Mario Alberto Kempes, Córdoba |
|                      |         |         | Estádio Mario Alberto Kempes, Córdoba |

| 5 de outubro de 2010 |         |          |                                       |
| Canadá Selects       | 14 - 49 | Jaguares | Estádio Mario Alberto Kempes, Córdoba |
|                      |         |          | Estádio Mario Alberto Kempes, Córdoba |

#### 2ª rodada
| 10 de outubro de 2010 |         |         |                                       |
| Canadá Selects        | 32 - 16 | Tonga A | Estádio Mario Alberto Kempes, Córdoba |
|                       |         |         | Estádio Mario Alberto Kempes, Córdoba |

| 10 de outubro de 2010 |         |               |                                       |
| Jaguares              | 45 - 12 | USA Select XV | Estádio Mario Alberto Kempes, Córdoba |
|                       |         |               | Estádio Mario Alberto Kempes, Córdoba |

#### 3ª rodada
| 15 de outubro de 2010 |        |               |                                       |
| Canadá Selects        | 17 - 6 | USA Select XV | Estádio Mario Alberto Kempes, Córdoba |
|                       |        |               | Estádio Mario Alberto Kempes, Córdoba |

| 15 de outubro de 2010 |         |         |                                       |
| Jaguares              | 28 - 20 | Tonga A | Estádio Mario Alberto Kempes, Córdoba |
|                       |         |         | Estádio Mario Alberto Kempes, Córdoba |

#### Classificação final
| Col. | Equipe         | Partidas | Partidas | Partidas | Partidas | Pontos  | Pontos | Pontos    | Pontos Bônus | Pontos Totais |
| Col. | Equipe         | Jogos    | Vit.     | Emp.     | Der.     | A favor | Contra | Diferença | Pontos Bônus | Pontos Totais |
| ---- | -------------- | -------- | -------- | -------- | -------- | ------- | ------ | --------- | ------------ | ------------- |
| 1    | Jaguares       | 3        | 3        | 0        | 0        | 122     | 46     | +76       | 2            | 14            |
| 2    | Canadá Selects | 3        | 2        | 0        | 1        | 63      | 71     | -8        | 1            | 9             |
| 3    | USA Select XV  | 3        | 1        | 0        | 2        | 38      | 77     | -39       | 0            | 4             |
| 4    | Tonga A        | 3        | 0        | 0        | 3        | 51      | 80     | -29       | 1            | 1             |

- Critérios de pontuação: vitória = 4, empate = 2, quatro ou mais tries (bonificação) = 1, derrota por menos de sete pontos (bonificação) = 1.